# Classe Beograd
La classe Beograd fu una classe di cacciatorpediniere composta da tre unità, entrate in servizio nel 1939; costruite originariamente per la Jugoslovenska kraljevska ratna mornarica del Regno di Jugoslavia a partire da un progetto francese, dopo l'invasione della Jugoslavia nella seconda guerra mondiale passarono alla Regia Marina italiana dove erano noti come classe Sebenico.
Delle tre unità realizzate, una (lo Zagreb) fu autoaffondata nell'aprile 1941 perché non cadesse in mano al nemico, mentre le altre due (Beograd e Ljubljana) furono catturate intatte dagli italiani e rimesse in servizio rispettivamente come Sebenico e Lubiana; il Lubiana andò poi perduto nell'aprile 1943 durante gli scontri della battaglia del Mediterraneo, il Sebenico fu catturato dai tedeschi al momento dell'armistizio con l'Italia e rimesso in servizio con la Kriegsmarine come TA 43, per poi finire autoaffondato a Trieste nel maggio 1945.

## Il progetto

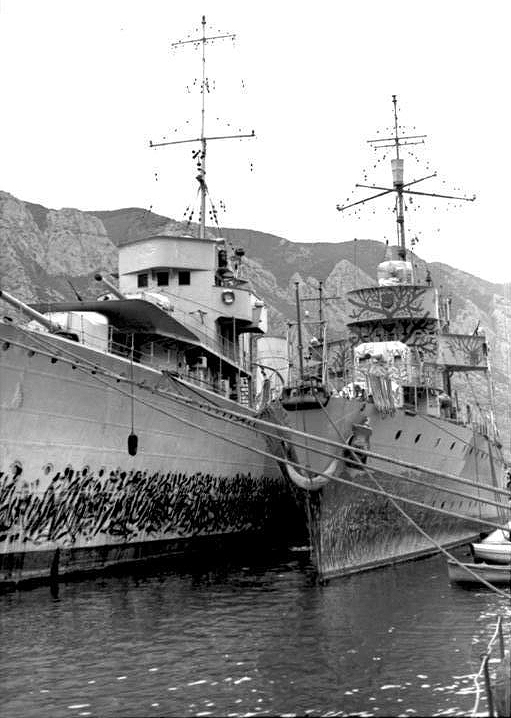
Il Beograd (a destra) affiancato al Dubrovnik (a sinistra) a Cattaro dopo la cattura da parte degli italiani

Dopo l'acquisto del Dubrovnik, un grosso cacciatorpediniere conduttore costruito nel Regno Unito nei primi anni 1930, la Marina jugoslava si orientò per la realizzazione di una successiva flottiglia di cacciatorpediniere verso la Francia, tradizionale alleata del Regno di Jugoslavia; nel 1936 fu quindi commissionata la costruzione di tre nuovi cacciatorpediniere basati sul progetto delle unità francesi classe Bourrasque: il prototipo della classe sarebbe stato realizzato nei cantieri della ditta francese Ateliers et Chantiers de la Loire di Nantes, mentre le altre due unità sarebbero state assemblate in Jugoslavia nei cantieri della Jadranska Brodogradilista di Spalato.
Lo scafo dei Beograd era lungo fuori tutto 98 metri, largo 9,45 metri e con un pescaggio di 3,18 metri; il dislocamento standard ammontava a 1.230 tonnellate che salivano a 1.655 con la nave a pieno carico, sebbene altre fonti riportino un dislocamento a pieno carico di 1.800 tonnellate. Il sistema propulsivo era basato su due turbine a vapore della Parsons alimentate da tre caldaie a tubi d'acqua della Yarrow Shipbuilders; la potenza delle macchine era di 40.000 shp, per una velocità massima di 37 o 38 nodi. I serbatoi delle unità potevano contenere fino a 120 tonnellate di combustibile, le quali garantivano un'autonomia di 1.000 miglia nautiche; l'equipaggio ammontava a 145 tra ufficiali e marinai.
L'armamento di artiglieria dei Beograd era costituito alla costruzione da quattro cannoni da 120/43 mm in altrettante installazioni scudate (due a prua sovrapposte e due a poppa sovrapposte), due impianti binati di cannoni antiaerei da 40/56 mm e due impianti singoli di mitragliatrici da 15/80 mm; l'armamento silurante consisteva in due impianti tripli di tubi lanciasiluri da 550 mm, ed erano inoltre presenti le sistemazioni per l'imbarco e la posa di 30 mine navali.

## Unità
| Nome      | Costruttore                       | Impostazione | Varo             | Entrata in servizio | Destino finale |
| --------- | --------------------------------- | ------------ | ---------------- | ------------------- | --- |
| Beograd   | Ateliers et Chantiers de la Loire | 1936         | 23 dicembre 1937 | giugno 1939         | catturato dall'Italia nell'aprile 1941 e rinominato Sebenico; catturato dalla Germania nel settembre 1943 e rinominato TA 43; autoaffondato il 1º maggio 1945 nel porto di Trieste |
| Ljubljana | Jadranska Brodogradilista         | 1936         | 28 giugno 1938   | settembre 1939      | catturato dall'Italia nell'aprile 1941 e rinominato Lubiana; affondato il 1º aprile 1943 dopo essere finito incagliato sugli scogli tra Capo Bon e Ras Amar in Tunisia             |
| Zagreb    | Jadranska Brodogradilista         | 1936         | 30 marzo 1938    | aprile 1939         | fatto saltare in aria il 17 aprile 1941 nelle Bocche di Cattaro per prevenirne la cattura                                                                                          |